# 김경일 (1966년)
김경일(金京一, 1966년 10월 17일~)은 대한민국의 정치인으로, 민선 8기 파주시장이다. 제10대 경기도의원을 지냈다.

## 학력
- 대신고등학교 졸업
- 건국대학교 경영대학 경영학 학사

## 경력
- 제19대 대통령선거 더불어민주당 파주시 을 선거연락소장
- 더불어민주당 경기도당 파주시 을 지역위원회 지방자치위원장
- (주)더썬 대표
- 2018.07~2022.03: 제10대 경기도의회 의원(초선, 파주시 제3선거구)
- 2022.07~: 제47대 민선 8기 경기도 파주시장
- 2025.02~: 경기도시장군수협의회 후반기 부회장(북부)

## 역대 선거 결과
|  | 65.31% |

|  | 50.14% |

| 전임 최종환 | 제47대 경기도 파주시장(민선) 2022년 7월 1일~ |  |